# O-リングテスト

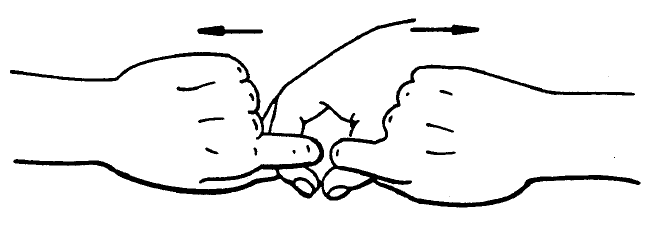

O-リングテスト（正式名称バイ・デジタルO－リングテスト、Bi-Digital O-Ring Test、略称BDORT）は、手の指の力による代替医療の診断法である。大村恵昭が1977年頃に考案した。

## 概要
筋の緊張を利用して生体情報を感知する検査手技で、「生体そのものが極めて敏感なセンサーで、毒物を近づけたり、体に合わない薬剤を手に持たせたりすると、筋の緊張は低下し、逆に有効な薬剤では緊張が良好に保たれる」という原理もしくは信念に基づいている。患者が手の指で輪（O-リング）を作り、診断者も指で輪を作って患者の指の輪を引っ張り、輪が離れるかどうかで診断する。この時、患者の体の異常がある部分を触ったり、患者の空いたほうの手で有害な薬や食物を持つと、患者の指の力が弱まりO-リングが開く、とされる。もともとこれはアプライドキネシオロジーの応用で、当初は腕の力の強弱による診断だった。のちにそれが指の力でも診断可能とされ、この診断方法が提唱された。
大村の経歴は、医学博士（米・コロンビア大学）、日本バイ・ディジタルＯ‐リングテスト医学会会長、ニューヨーク医科大学予防医学科非常勤教授、ニューヨーク心臓研究ファンデーション研究所所長、国際鍼電気治療大学学長、ウクライナ国立キエフ医科大学ノンオーソドックス医科教授である。

## アメリカ合衆国特許
大村恵昭が1977年頃に考案した方法で、脳の血液循環と握力の関係を研究する過程で着想を得、実験で脳の血液循環が良い方の側の握力が強くなり、脳と手の筋力、特に指の筋力が非常に密接に関連していることに気が付いたとされる。
アメリカ合衆国特許商標庁は、Ｏ-リングテストの特許の最初の出願を「事実とするには信じられなすぎる」、として拒絶した。その後1987年にＯ-リングテストの特許は再出願され、再度拒絶された。その後、1993年に大村の「日本とアメリカ合衆国における基礎科学と医療現場に関連した」鑑定証言を受け取った後、アメリカ合衆国特許商標庁は、Ｏ-リングテストを特許US 5188107として認可した.。

## 批判
健康関連の詐欺や不正と戦う人々のネットワークで作成されているアメリカのサイトQuackwatchで、ステファン・バレット医学博士は、大村の経歴の資格の正確性を確認することはできなかったと述べている。
Gijika.comは、特定の研究が秘匿されるようなことはなく、議論はオープンにされているが、学術論文として検証可能な根拠が示されていないため、医学としての評価は低く、おおむね似非科学の範疇にあると評価している。様々な言説が派生して氾濫している状態であり、万能性や奇跡性を謳うものもあり、医学や医療の領域をはみ出し信奉の対象となっている面もある。Gijika.com（明治大学科学コミュニケーション研究所）は、「オーリングテストにおいてはその方法論よりも、実は“当たってしまう”という現象を問題視すべきなのかもしれない」と述べ、「こっくりさん」や「テレパシー」を“当たった”と感じる構図と類似していると述べている。

## 関連文献
- 左巻健男、鈴木エイト、藤倉善郎（編）『カルト・オカルト 　忍びよるトンデモの正体』あけび書房、2022年12月9日、200-209「第7章：オー(O)リングテストに医学的根拠なし（桝本輝樹）」頁。ISBN 978-4871542241。